# Microlicia glazioviana
Microlicia glazioviana är en tvåhjärtbladig växtart som beskrevs av Célestin Alfred Cogniaux. Microlicia glazioviana ingår i släktet Microlicia och familjen Melastomataceae. Inga underarter finns listade i Catalogue of Life.